# Carl Ludwig Habsburg-Lothringen

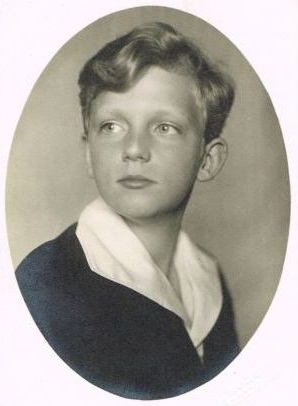
Carl Ludwig Habsburg-Lothringen

Carl Ludwig Habsburg-Lothringen (* 10. März 1918 in Baden bei Wien; † 11. Dezember 2007 in Brüssel; geboren als Karl Ludwig Maria Franz Joseph Michael Gabriel Antonius Robert Stephan Pius Gregor Ignatius Markus d’Aviano, Erzherzog von Österreich) war ein in Belgien und Kanada tätiger Manager und das fünfte Kind von Kaiser Karl I. von Österreich und von Kaiserin Zita.

## Leben

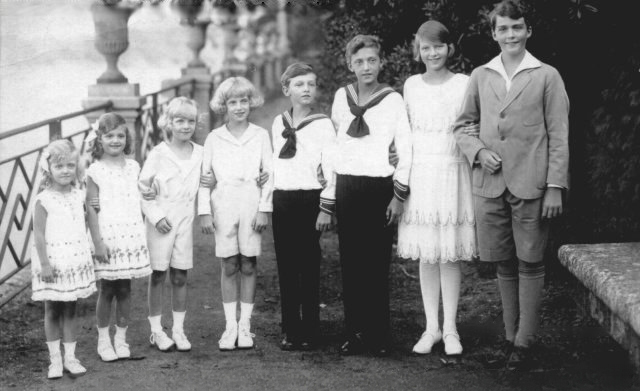
Die Kinder des Kaiserpaares: Otto, Adelheid, Robert, Felix, Carl Ludwig, Rudolph, Charlotte und Elisabeth (von rechts nach links)

Karl Ludwig wurde am 10. März 1918, nur wenige Monate vor dem Zusammenbruch der österreichisch-ungarischen Monarchie,  geboren, er wurde mit 101 Kanonenschüssen „begrüßt“. Seine Kindheit verbrachte er mit seiner Familie im Exil, unter anderem auf der Insel Madeira. In den 1930er Jahren studierte er wie sein älterer Bruder Otto an der Katholischen Universität Löwen in Belgien. Nach der deutschen Invasion 1940 floh die Familie über mehrere europäische Orte nach Nordamerika. Zita ließ sich mit ihren jüngeren Kindern, unter ihnen Karl/Carl Ludwig, in Québec nieder. Dort erwarb Carl Habsburg-Lothringen seine Licence in Politik- und Sozialwissenschaften an der Universität Laval.
1943 trat er in die US-Armee ein und führte für Präsident Franklin D. Roosevelt im neutralen Portugal geheime Verhandlungen mit Ungarn, die jedoch scheiterten. Als US-Offizier beteiligte er sich 1944 an der alliierten Landung in der Normandie. 1947 wurde er im Rang eines Majors aus dem Militärdienst entlassen. In New York begann er im Auftrag einer belgischen Gesellschaft zu arbeiten, später war sein Arbeitsplatz in Washington.
1950 heiratete er Prinzessin Yolande de Ligne (* 6. Mai 1923 in Madrid, † 13. September 2023 in Brüssel), mit der er vier Kinder hatte. 1958 kehrte Carl Ludwig Habsburg-Lothringen mit seiner Familie nach Europa zurück und wurde für die Brüsseler Holding-Gesellschaft Société Générale de Belgique tätig. Später gründete er für diese Holding die Tochterfirma Genstar in Kanada, die er bis zu seiner Pensionierung im Jahr 1986 leitete. Das Unternehmen war in Geschäftszweigen wie Bauwesen, Zement, Chemie, Hochseetransport, Finanz und Hochtechnologie aktiv und beschäftigte bei Habsburg-Lothringens Ausscheiden mehr als zwanzigtausend Beschäftigte.
Gemeinsam mit seinem Bruder Felix führte Carl Ludwig Habsburg-Lothringen Prozesse um die Restitution von Teilen des nach dem Habsburgergesetz enteigneten privaten habsburgischen Familienvermögens. Zwar waren diese Teile in der Zeit des Ständestaates (1934–1938) rund um 1935/36 rechtsgültig zurückerstattet worden. Nach dem Anschluss Österreichs im März 1938 wurde das Vermögen, diesmal von den deutschen Nationalsozialisten, neuerlich beschlagnahmt.
Anders als sein älterer Bruder Otto habe nach einer Dokumentation von 3sat Carl Ludwig nie die Verzichtserklärung betreffend die Zugehörigkeit zum Haus Habsburg mit seinen Herrschaftsansprüchen unterschrieben und sich nie als Bürger der Republik bekannt, da er die Republik nie akzeptieren wollte (siehe Habsburgergesetz: Zweite Republik). Bei der  Bestattung der ehemaligen Kaiserin Zita 1989 habe die österreichische Regierung daher zunächst beabsichtigt, Felix und Carl Ludwig die Einreise zu verweigern. Die Einreise wurde den beiden schließlich gestattet, jedoch nur für wenige Stunden. 
Tatsächlich wurden von ihm und seinem Bruder Felix Habsburg-Lothringen abgegebene Verzichtserklärungen von der damaligen österreichischen Regierung am 26. März 1996 und im Anschluss daran vom Hauptausschuss des Parlaments am 16. April 1996 als ausreichend erachtet, „sodass der Ausstellung von Reisepässen, die auch für die Einreise nach Österreich Gültigkeit haben, nichts im Wege steht.“
Carl Ludwig Habsburg-Lothringen starb Mitte Dezember 2007 in Brüssel. Am Samstag, dem 12. Jänner 2008, fand für ihn ein Requiem im Wiener Stephansdom statt, bei dem Familienmitglieder die Fürbitten lasen, die Musik beim Gottesdienst stammte von Bach und Mozart. Um 17:30 Uhr bewegte sich der Trauerzug vom Stephansdom über die Kärntner Straße, die Führichgasse und die Tegetthoffstraße zur Kapuzinerkirche. Am Kondukt nahmen zahlreiche zivile und militärische Traditionsverbände aus den Ländern der ehemaligen österreichisch-ungarischen Monarchie teil, am Eingang der Kapuzinerkirche wurde der Verstorbene durch Tiroler Schützen verabschiedet. Das letzte Geleit gaben ihm unter anderem die damals letzten noch lebenden Söhne von Kaiser Karl und damit die Brüder Otto (1912–2011), Felix (1916–2011) und Rudolph (1919–2010). Carl Ludwig wurde anschließend in der Kapuzinergruft an der Seite seiner Mutter Zita beigesetzt.

## Nachkommen
- Rudolf Maria Carl Eugen Anna Antonius Marcus d’Aviano (* 17. November 1950); ⚭ Baroness Hélène de Villenfagne de Vogelsanck (* 24. April 1954); auf Schloss Diesbach, Torny (Schweiz). Kinder: 8 (darunter Johannes von Habsburg-Lothringen (* 1. Juli 1981), Priester der katholisch-charismatischen Gemeinschaft Eucharistein)
- Alexandra Maria Anna Philippa Othonia, (* 10. Juli 1952); ⚭ (1984) Hector Riesle (* 16. Februar 1943)
- Carl Christian Maria Anna Rudolph Anton Marcus d’Aviano (* 26. August 1954); ⚭ (1982) Prinzessin Marie Astrid von Luxemburg (* 17. Februar 1954), Tochter des Großherzogs Jean von Luxemburg und der Joséphine Charlotte von Belgien sowie Schwester des regierenden Großherzogs Henri[5]. Kinder: 5
- Maria Constanza Anna Rosario Roberta (* 19. Oktober 1957); ⚭ (1994) Franz Joseph Auersperg-Trautson (* 11. Dezember 1954)

## Ordenszugehörigkeiten
- Ritter des Ordens vom Goldenen Vlies
- Ritter des Malteserordens[1]